# 宇賀伊津緒
宇賀 伊津緒（うが いつお、? - 1950年）は、日本の実業家、翻訳、文筆家。ペンネームは、宇賀一男、宇賀一朗。日本ではじめてカレル・チャペック『ロボット』を翻訳し、「人造人間」という造語を造った。

## 生涯
山口県周南市出身。1915年、東京高等商業学校に入学。一橋俳句会加入。1917年、東京高等商業学校を卒業し、鈴木商店に就職した。
1919年末から1925年にかけてニューヨーク支社に勤務。宇賀一男のペンネームで『紐育新報』『日米時報』の年賀広告を執筆。テニスプレーヤーとしても活躍した。1923年には、 俳句誌『層雲』にアントン・チェーホフ『手帖』の抄訳やエッセイ「紐育にて」が掲載された。同年7月、『人造人間』を刊行。これが「人造人間」の初出とされる。なお、伊津緒が刊行した『人造人間』は英訳からの重訳だった。1924年、俳句誌『層雲』にピランデロの「花を啣へた男」の重訳を発表した。
1928年、日本トレイデング商会設立。1950年、結核のため病没。